# Брет Кълън
Питър Брет Кълън (на английски: Peter Brett Cullen; роден на 26 август 1956 г.) е американски актьор с участия в редица филми и сериали.

## Личен живот
Женен е за актрисата Мишел Литъл, от която има една дъщеря.

## Избрана филмография
- „За честта на шпагата“ (By the Sword, 1991)
- „Където кучетата спят“ (Where Sleeping Dogs Lie, 1991)
- „Праистерия“ (Prehysteria!, 1993)
- „Уайът Ърп“ (Wyatt Earp, 1994)
- „Аполо 13“ (Apollo 13, 1995)
- „Тема за разговор“ (Something to Talk About, 1995)
- „Аматьорите“ (The Replacements, 2000)
- „Ченгета без значки“ (National Security, 2003)
- „Гангстери на терена“ (Gridiron Gang, 2006)
- „Призрачен ездач“ (Ghost Rider, 2007)
- „Мигове“ (The Life Before Her Eyes, 2007)
- „Горящата равнина“ (The Burning Plain, 2008)
- „Монте Карло“ (Monte Carlo, 2011)
- „Черният рицар: Възраждане“ (The Dark Knight Rises, 2012)
- „Червена зора“ (Red Dawn, 2012)
- „Гузен негонен“ (The Gulit Trip, 2012)
- „Номер 42-ри“ (42, 2013)
- „Опасни води“ (The Shallows, 2016)
- „Законът на бунта“ (The Riot Act, 2018)
- „Игра на спомени“ (Reminiscence, 2021)